# 257 هـ
257 هـ هي سنة في التقويم الهجري امتدت مقابلةً في التقويم الميلادي بين سنتي 870 و871.

## وفيات
- الحسن بن عرفة
- أبو الفضل الرياشي

- عبد الرحمن بن عبد الحكم القرشي أول مؤرخ لمصر الإسلامية، ولد بالفسطاط عام 187 هـ، وتوفي في محرم عام 257 هـ.